# Samjuel Goldvin
Samjuel Goldvin (rođen Šmuel Gelbfiš; jidiš שמואל געלבפֿיש, 17. avgust 1879 – 31. januar 1974), takođe poznat kao Samjuel Goldfiš, bio je poljsko-američki filmski producent. On je najbolje poznat po to tome što je bio osnivač i izvršni direktor nekoliko studija pokretnih slika u Holivudu. Njegova priznanja obuhvaraju Zlatni globus Sesil B. Demila 1973, Irving G. Talbergova memorijalna nagrada 1947, i Džin Heršoltova humanitarna nagrada 1958. godine.

## Detinjstvo i mladost
Goldvin je rođen kao Šmuel Gelbfiš u Varšavi u poljskoj jevrejskoj hasidskoj porodici, Arona Dejvida Gelbfiša (1852–1895), torbara, i njegove supruge, Hane Reban (devojački Jarecka; 1855–1925).
On je napustio Varšavu bez penija u džepu nakon smrti svog oca i otputovao je za Hamburg. Tamo je odseo kod poznanika porodice, gde je prišao kroz obuku izrade rukavica. Dana 26. novembra 1898. Gelbfiš je napustio Hamburg za Birmingem u Engleskoj, gde je boravio kod rodbine šest nedelja pod imenom Samjuel Goldfiš. Dana 4. januara otplovio je iz Liverpula, stigao u Filadelfiju 19. januara 1899. godine, a zatim je otišao u Njujork krajem januara 1899. godine. Posao je pronašao u gradu Gloversvilu u Njujorku u industriji odeće. Ubrzo su ga njegove urođene marketinške veštine učinile vrlo uspešnim prodavačem u kompaniji Elit Glav. Nakon četiri godine, kao potpredsednik prodaje, on se preselio u Njujork Siti na adresu 10 Vest 61. ulica.

## Paramount
Godine 1913, Goldvin, zajedno sa svojim šurakom Džesijom L. Laskijem, Sesilom B. Demilom, i Arturom Frendom formirao je partnerstvo, The Džesi L. Laski Fičer Plej kompanija, za produkciju dugometražnih pokretnih slika. Filmska prava za scensku predstavu, The Squaw Man, kupljena su za 4000 dolara, a za glavnu ulogu angažiran je Dustin Farnum. Snimanje za prvi dugometražni film snimljen u Holivudu počelo je 29. decembra 1913.
Godine 1914, Paramount je bila korporacija za razmenu filmova i kinematografska korporacija na čelu ss V. V. Hodkinsonom. Oni su tragali za dodatnim filmovima za distribuciju, te je Paramount 1. juna 1914. potpisao ugovor sa Laski kompanijom za isporuku 36 filmova godišnje. Jedan od drugih Paramountovih dobavljača bila je Adolf Zukorova Kompanija poznatih igrača. Te dve firme su se spojile 28. juna 1916. godine, formirajući The Famous Players-Lasky Corporation. Zukor je tiho kupovao deonice Paramounta, a dve nedelje pre spajanja postao je predsednik Paramount Pikčers korporacije i zamenio je Hodkinsona sa Hiram Abramsom, svojim saradnikom.
Spajanjem je Zukor postao predsednik Paramounta i Fejmos Plejers-Laski firmi, s tim da je Goldfiš imenovan za predsednika upravnog odbora Fejmos Plejers-Laskija, a Džesi Laski je prvi potpredsednik. Nakon niza sukoba sa Zukorom, Goldfiš je podneo ostavku na mesto predsednika upravnog odbora, i kao član izvršnog odbora korporacije 14. septembra 1916. Goldfiš više nije bio aktivni član uprave, iako je još uvek imao vlasništvo i bio je član upravnog odbora. Preduzeće Fejmos Plejers-Laski je kasnije postalo deo Paramount Pikčers korporacije, a Paramount je postao jedan od glavnih holivudskih studija.

## Goldvin Pikčers
Godine 1916, Goldvin je udružio Brodvejske producente Edgara i Arčibalda Selvina, koristeći kombinaciju oba imena kako bi nazvao svoje filmsko preduzeće Goldvin Pikčers. On je zatim svoje ime legalno promenio u Samjuel Goldvin, što je koristio tokom ostatka svog života. Goldvin Pikčers se pokazao uspešnim, mada je zapravo njihov zaštitni znak „Lav Leo” ono po čemu se kompanija danas pamti.

## Samjuel Goldvin produkcije
Pre prodaje i spajanja Goldwyn Pictures u aprilu 1924. godine, Goldvin je osnovao Samjuel Goldvin produkcije 1923. godine kao operaciju samo za proizvodnju (bez distributivnog ogranka). Njihov prvi film bio je Potash and Perlmutter, objavljen u septembru 1923. godine preko First National Pictures. Neke od ranih produkcija nose naziv „Hauard produkcije”, nazvane po Goldvinovoj supruzi, Frensis.
Tokom 35 godina, Goldvin je izgradio reputaciju u filmskom stvaralaštvu i razvio oko za pronalaženje talenta za snimanje filmova. Vilijam Vajler je režirao mnoge od svojih najslavnijih produkcija, a angažovao je pisce kao što su Ben Hekt, Sidni Hauard, Doroti Parker i Lilijan Helman. (Prema legendi, u jednoj uzavreloj diskusiji na konferenciji, Goldvin je prekorio nekoga — u većini slučajeva, gospođu Parker, koja se prisetila da je nekada bio proizvođač rukavica — ona mu je odgovorila: „Nemoj da upireš prstom u mene. Znala sam te kad si imao naprstak na njemu!“)
Goldvin je za to vreme snimio brojne filmove i vladao kao najuspešniji nezavisni producent Holivuda. Mnogi od njegovih filmova su pali u zaborav; njegova saradnja sa Džonom Fordom, međutim, rezultirala je nominacijom za Oskara za najbolji film za Arrowsmith (1931). Goldvin i Ford su imali još jednu uspešnu saradnju šest godina kasnije sa The Hurricane (1937). Vilijam Vajler bio je odgovoran za većinu Goldvinovih veoma hvaljenih filmova, sa nominacijama za Oskara za najbolji film za Dodsworth (1936), Dead End (1937), Wuthering Heights (1939), The Little Foxes (1941) i The Best Years of Our Lives (1946). Glavni glumci u nekoliko Goldvinovih filmova, posebno onih koje je režirao Vajler, takođe su bili nominovani za Oskara za svoje uloge. Tokom 1930-ih, Goldvin je puštao sve svoje filmove preko Ujedinjenih umetnika; počevši od 1941. i nastavljajući skoro do kraja njegove karijere, Goldvinove filmove je distribuirala firma RKO Pictures.

## Nagrade
- Godine 1957, Goldvin je dobio humanitarnu nagradu Džin Heršolt za njegov izuzetan doprinos humanitarnim ciljevima.
- Predsednik Ričard Nikson je 27. marta 1971. uručio Goldvinu Predsedničku medalju slobode.[12]

## Brakovi
Godine 1910, Goldvin se oženio sa Blanš Laski, sestrom Džesija L. Laskija. Iz tog braka je rođena ćerka Rut. Par se razveo 1915. Godine 1925, on se oženio glumicom Frensis Hauard sa kojom je ostao u braku do kraja života. Njihov sin, Samjuel Goldvin mlađi, na kraju se pridružio svom ocu u poslu.
Uprkos svojim brakovima, Samjuel Goldvin je bio poznat kao ženskaroš u društvenim krugovima. Goldvinova devojka Džin Hauard je citirana koja je rekla: „Sam Goldvin nije bio momak koji bi se javno udvarao; imao je previše ukusa za to,“ ali je imao mnogobrojne ljubavne veze, dok je njegova supruga Frensis Hauard to ignorisala.

## Smrt
Goldvin je umro od srčane insuficijencije u svom domu u Los Anđelesu 1974. u 91. godini. Osamdesetih godina prošlog veka, Samjuel Goldvin studio je prodat Varner Brosu. Postoji pozorište nazvano po njemu na Beverli Hilsu i dobio je zvezdu na Holivudskom šetalištu u ulici Vajn br. 1631 zbog doprinosa filmovima dana 8. februara 1960.

## Literatura
- Berg, A. Scott. Goldwyn. New York: Alfred A. Knopf, 1989.
- DeMille, Cecil B. Autobiography. Englewood Cliffs, NJ: Prentice-Hall, 1959.
- Dick, Bernard F. Engulfed: the death of Paramount Pictures and the birth of corporate Hollywood. Lexington, Kentucky: University of Press Kentucky Scholarly, 2001.
- Eames, John Douglas, with additional text by Robert Abele. The Paramount Story: The Complete History of the Studio and Its Films. New York: Simon & Schuster, 2002.
- Evans, Robert. The Kid Stays in the Picture. New York: Hyperion Press, 1994.
- Gabler, Neal. An Empire of Their Own: How the Jews Invented Hollywood. New York: Crown Publishers, 1988.
- Lasky, Jesse L. with Don Weldon, I Blow My Own Horn. Garden City NY: Doubleday, 1957.
- Mordden, Ethan. The Hollywood Studios. New York: Alfred A. Knopf, 1988.
- Schatz, Thomas. The Genius of the System. New York: Pantheon, 1988.
- Sklar, Robert. Movie-Made America. New York: Vintage, 1989.
- Zukor, Adolph, with Dale Kramer. The Public Is Never Wrong: The Autobiography of Adolph Zukor. New York: G.P. Putnam's Sons, 1953.
- „Pretty Things”. Liz Goldwyn Films. 2. 6. 2018. Приступљено 2013-04-02.
- Goldwyn, Liz (2006). Pretty Things: The Last Generation of American Burlesque Queens. HarperCollins. ISBN 9780060889449. Приступљено 2. 6. 2018.
- Boller, Paul F.; George, John (1990). They Never Said It. Oxford University Press. стр. 42. ISBN 9780199879168.

## Spoljašnje veze
- Samjuel Goldvin na sajtu  (jezik: engleski)
- Samuel Goldwyn на сајту Пројекат Гутенберг (језик: енглески)